# Serralunga di Crea
Serralunga di Crea (piemontiul: Seralonga 'd Crea) település Olaszországban, Piemont régióban, Alessandria megyében. Lakosainak száma 503 fő (2023. január 1.). Serralunga di Crea Cereseto, Mombello Monferrato, Ponzano Monferrato, Solonghello és Pontestura községekkel határos.

## Népesség
A település lakossága az elmúlt években az alábbi módon változott:
| Lakosok száma | 546  | 532  | 503  |
|               | 2017 | 2018 | 2023 |